# Isaac Cornelis Elink Sterk

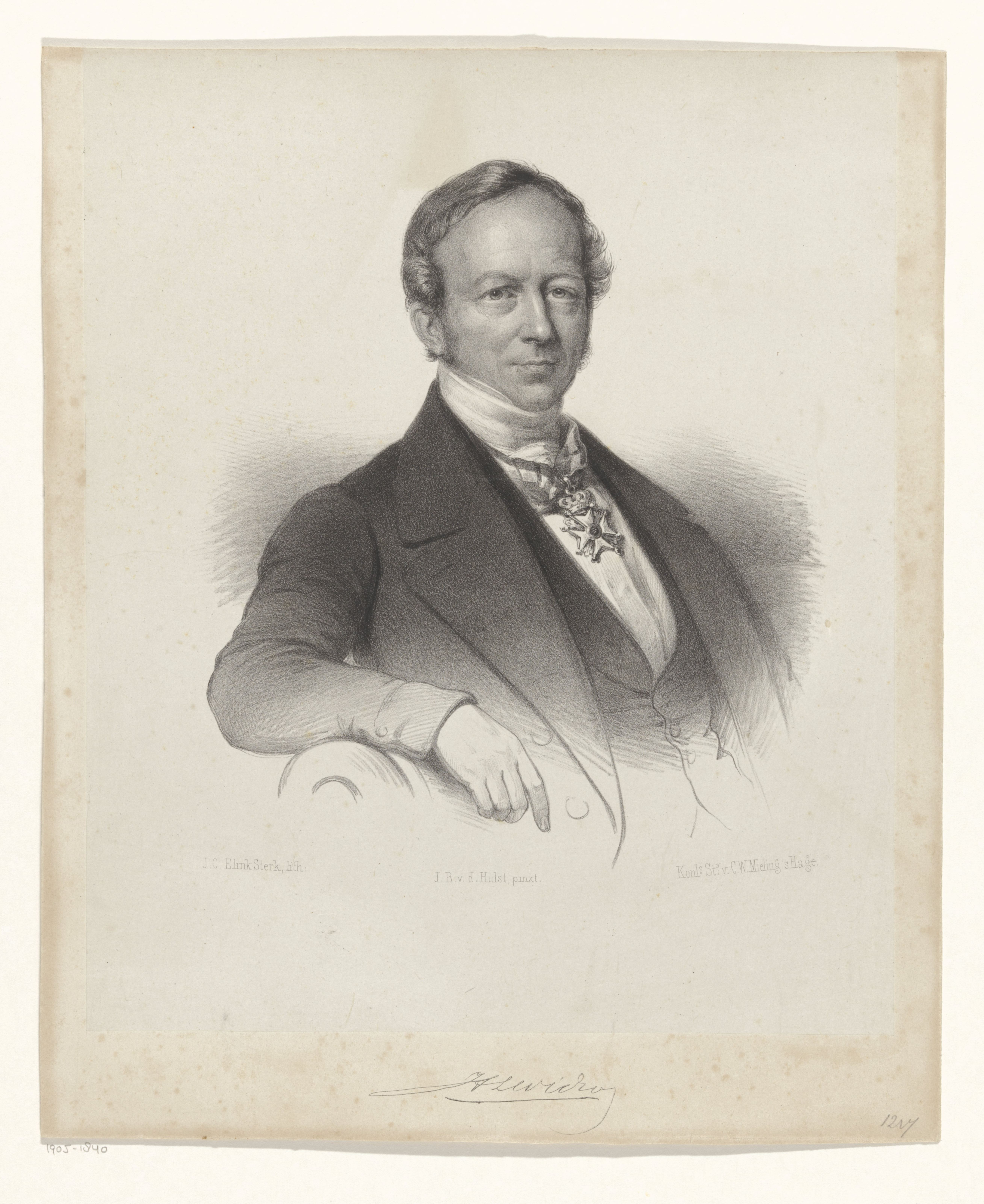
Portret van Hendrik Ludolf Wichers

Isaac Cornelis Elink Sterk (Amsterdam, 6 januari 1808 – Den Haag, 15 juni 1871) was een Nederlands schilder, tekenaar en lithograaf. Hij signeerde zijn werk als I.C. Elink Sterk of Elink Sterk. Scheen vermeldt hem als Sterk, Isaac Cornelis Elink.

## Leven en werk
(Elink) Sterk was een zoon van makelaar Augustus Elink Sterk (1773-1822) en diens tweede vrouw Anna Willemina Holstijn (1768-1824). Hij werd thuis gedoopt door zijn grootvader, oud-predikant Augustus Sterk. Isaac vestigde zich in Den Haag, waar hij les kreeg van Cornelis Kruseman. Kruseman was een zwager van Isaacs halfbroer Augustus jr., ze getuigden beiden bij Krusemans huwelijk in 1832. In 1838 trouwde Isaac met Hester Keurenaer (1817-1903).
Elink Sterk tekende en schilderde vooral portretten, hij maakte daarnaast litho's naar werk van kunstenaars als Ary Scheffer, Aleida Budde en Jan Willem Pieneman. Hij nam onder meer deel aan de tentoonstellingen van Levende Meesters in Amsterdam, Den Haag en Rotterdam. Hij werd secretaris van de Haagsche Teekenacademie. Hij was leraar van Matthijs Maris en Jan Weissenbruch.
Elink Sterk overleed op 63-jarige leeftijd.

## Enkele werken
- 1837: portret van Johannes Augustus Keurenaar (1810-1875), 1e luitenant van het Korps Ingenieurs. Collectie Nationaal Militair Museum.
- ca. 1840 portretten van Arnold Adriaan Buyskes (1801-1856), resident van Semarang, en zijn echtgenote Sophia Henriette Raaff (1819-1881). Olieverf. Privécollectie.
- 1841: De heldendood van Jan van Schaffelaar, litho. Collectie RKD - Nederlands Instituut voor Kunstgeschiedenis
- 1851: De moederlijke vermaning of Meisje spreekt jongen toe, litho. Collectie Rijksmuseum Amsterdam.
- 1855: portret van jhr. Willem Gerrit van de Poll (1854-1898). Privécollectie.
- Musicerend gezelschap, litho. Collectie Rijksmuseum Amsterdam.
- Portret van Hendrik Ludolf Wichers, prent naar Jean-Baptiste Van der Hulst. Collectie Rijksmuseum Amsterdam.
- Portret van een Haagse apotheker. Collectie Kunstmuseum Den Haag.
- Portret van ds. Isaäc Johannes Dermout, schilderij. Privécollectie.

- Biografisch Portaal: 00852939
- Nederlandse Thesaurus van Auteursnamen: 103883142
- RKD-Nederlands Instituut voor Kunstgeschiedenis: 25979
- Virtual International Authority File: 280085327
- WorldCat: E39PBJwCVyxGC4qgmyYfRf6dwC